# Maria Temrjukovna
Maria Temryukovna, född som Kucene 1544, död 6 september 1569, Aleksandrov, Ryssland, var en rysk tsaritsa, gift med tsar Ivan den förskräcklige. Hon var Ivans andra hustru. 
Hon tycks ha haft ett gott förhållande med Ivan och utövat ett visst inflytande, men hennes utländska och icke-kristna ursprung har gjort att hon traditionellt har beskrivits av ryska krönikor som ansvarig för att ha påverkat Ivan till hans alltmer despotiska beteende. 

## Biografi
Maria Temrjukovna föddes som prinsessan Kucene och var dotter till den tjerkessiska fursten Temrjuk av Kabardinien. Hennes far var ursprungligen muslim, men slöt ett förbund som allierad till Ivan den förskräcklige och konverterade till den rysk-ortodoxa tron. 
När Ivan den förskräckliges första hustru Anastasia avled inleddes förhandlingar om ett nytt giftermål. Förhandlingar med Polen om giftermål med en polsk prinsessa, Katarina Jagellonica, misslyckades. 
År 1560 skickade tsaren sina sändebud F.V. Myakinin till Kaukasus "för att leta efter döttrar från Cherkasy-prinsarna". Den 15 juni 1561 kom prinsessan Kuchenei, "en flicka från Cherkasy Pyatigorsk ", till Moskva med sin bror Saltankul (senare döpt till Mikhail). Tsar ivan mötte syskonen, och ska ha imponerats av hennes utseende. 
Den 6 juli tillkännagav Ivan att Kucene skulle konvertera till kristendomen och bli hans nästa hustru. Kucene konverterade till kristendomen och 20 juli döptes hon under namnet "Maria" av Metropolitan Macarius. 
Giftermålet ägde rum 21 augusti 1561. Hennes enda kända barn, Tsarevich Vasily Ivanovich, dog vid två månaders ålder i maj 1563, och begravdes tydligen i ärkeängelskatedralen, men hans gravsten har inte överlevt. Det tycks som om Maria och Ivan hade ett gott förhållande, och hon nämns ofta i Ivans sällskap. År 1562 och andra år följde hon med tsaren på en rundtur i kloster. I juli 1563 reste hon från Alexandrova Sloboda med Tsarevich Ivan Ivanovich på en pilgrimsfärd till Suzdal och därifrån till Rostov. 
Maria Temrjukovna har traditionellt fått ett dåligt eftermäle. De ryska krönikorna har ofta beskyllt henne för att utöva ett dåligt inflytande över Ivan och indirekt ha fått honom att börja bete sig tyranniskt. Hennes utländska och icke-kristna ursprung har bidragit till att krönikörerna ständigt beskrev henne som främmande och ansvarig för att ha influerat tsaren till hans alltmer despotiska beteende. Hon har kallats för trollkunnig och en dålig styvmor och beskyllts för att ha uppmuntrat Ivan till att grunda sin hemliga polis, Opritjnik. 
Maria Temryukovna dog den 6 september 1569. Hon blev enligt ryktet förgiftad av sin make. Tsar Ivan lät arrestera och tortera flera personer som han anklagade för hennes död.      